# 閉伊郡
- 令制国一覧 > 東山道 > 陸中国 > 閉伊郡
- 日本 > 東北地方 > 岩手県 > 閉伊郡

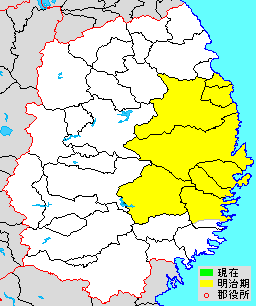
岩手県閉伊郡の範囲

閉伊郡（へいぐん）は、岩手県（陸奥国、のち陸中国）にあった郡。

## 郡域
1878年（明治11年）に行政区画として発足した当時の郡域は、下記の区域にあたる。
- 宮古市・遠野市・上閉伊郡大槌町・下閉伊郡山田町・岩泉町・田野畑村・普代村の全域
- 釜石市の大部分（唐丹町を除く）

分割以前の陸奥国内で津軽郡に次いで面積が大きく、陸中国では最も面積の大きい郡であった。

## 歴史
『続日本紀』霊亀元年（715年）の記事に見られる「閇村」、『日本後紀』弘仁2年の（811年）の記事に見られる「幣伊村」が後の閉伊郡につながるものとされる。津軽石大森遺跡（現・宮古市津軽石）からは古代の分銅とみられる物が出土しており、陸奥国府への貢納物を計量する際に使用されていた可能性も指摘されている。
延久2年(1070年)、陸奥守の源頼俊らにより「閉伊七村山徒」が制圧されたと伝わる(延久蝦夷合戦)。この合戦を契機に郡制が敷かれ、『日本国』の内に組み込まれたと見られている。
奥州藤原氏の支配の下、荘園公領制的な支配に組み込まれたと見られ、閉伊郡には中尊寺領として免田も置かれた。川原遺跡（現釜石市鵜住居）や田鎖車堂前遺跡（現宮古市田鎖）からは平泉で出土したのと同様の中国産白磁、常滑焼・渥美焼・水沼窯製品、かわらけなどが出土し、これらの遺跡は奥州藤原氏関連の遺跡であると見られている。また後年に成立した文献（『奥南落穂集』）ではあるが、12世紀後半になると藤原秀衡配下の人間として閉伊何某の人名が見られる。奥州合戦後は鎌倉御家人の閉伊氏の勢力下となる。
元弘の乱で鎌倉幕府が崩壊すると、閉伊郡は陸奥国司となった北畠顕家の代官として下向した南部師行の統制下となる。以後南北朝時代から戦国時代にかけて南部氏の勢力が伸展する。南部氏は郡中央の千徳城に一戸流千徳氏を配置し、佐々木流田鎖氏（閉伊氏）、三浦流小本氏（小本正吉の家系）、小笠原流船越氏らを「閉伊衆」として掌握したとみられる。
江戸時代になると盛岡藩の記録に石高や属する村名が見られる（元禄南部郡村高帳等）。

### 近代以降の沿革

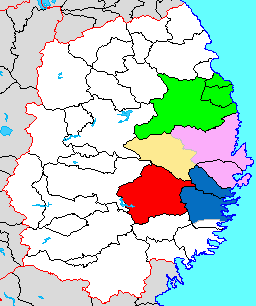
5分割された閉伊郡の範囲（桃：東閉伊郡、赤：西閉伊郡、青：南閉伊郡、緑：北閉伊郡、黄：中閉伊郡）

- 「旧高旧領取調帳」に記載によると、幕末時点では陸奥国に所属し、全域が盛岡藩領であった。（138村）
- 明治元年12月7日（1869年1月19日）
  - 陸奥国が分割され、本郡は陸中国の所属となる。
  - 盛岡藩が戊辰戦争後の処分により、領地を没収される。後の南閉伊郡全域および後の東閉伊郡3村（荒川村、石峠村、豊間根村）、後の西閉伊郡10村（新里村、釜石村、みさ崎村[1]、上綾織村、下綾織村、上鱒沢村、下鱒沢村、上宮守村、達曽部村、下宮守村）、後の中閉伊郡11村（小国村、江繋村以外）の計37村が信濃松本藩取締地となり、花巻県を称する[2]。後の北閉伊郡全域および後の東閉伊郡40村、後の西閉伊郡34村、後の中閉伊郡2村の計101村が信濃松代藩取締地となり、盛岡県（第1次）を称する[2]。
- 明治2年
  - 8月7日（1869年9月12日） - 盛岡県（第1次）の区域をもって江刺県を設置。
  - 8月18日（1869年9月23日） - 花巻県が江刺県に編入。
- 明治4年11月2日（1871年12月13日） - 第1次府県統合により盛岡県（第3次）の管轄となる。
- 明治5年1月8日（1872年2月16日） - 盛岡県（第3次）が岩手県に改称。
- 明治11年（1878年）11月26日 - 郡区町村編制法の岩手県での施行により、行政区画としての閉伊郡が発足。
- 明治12年（1879年）1月4日 - 分割され、宮古村ほか41村の区域をもって東閉伊郡が、横田村ほか34村の区域をもって西閉伊郡が、釜石村ほか13村の区域をもって南閉伊郡が、岩泉村ほか23村の区域をもって北閉伊郡が、川井村ほか12村の区域をもって中閉伊郡がそれぞれ発足。同日閉伊郡廃止。

## 参考資料
- 「角川日本地名大辞典」編纂委員会 編『角川日本地名大辞典』 3 岩手県、角川書店、1985年2月7日。ISBN 4040010302。
- 旧高旧領取調帳データベース